# フットマン

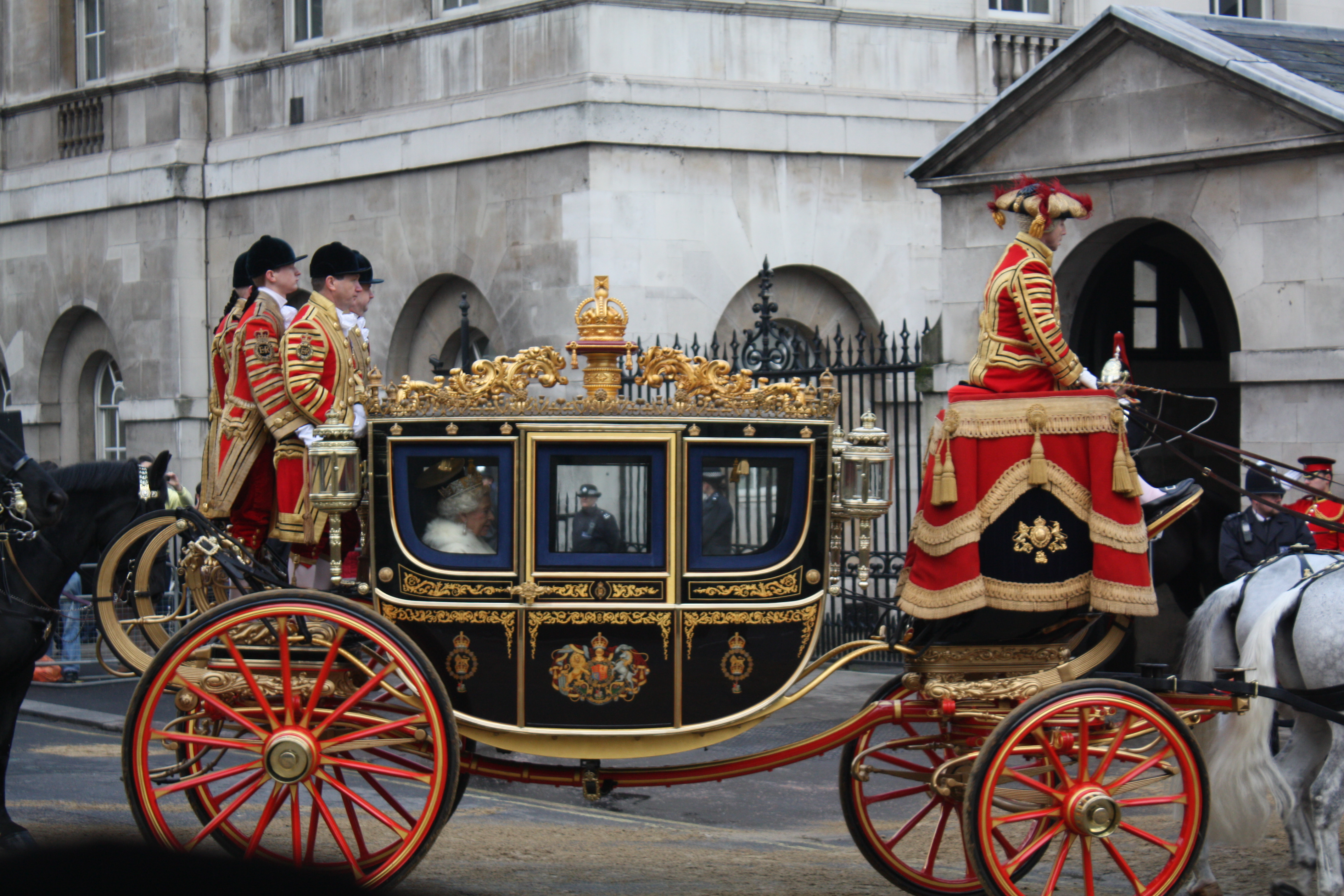
儀礼用の服装を着た、イギリス王室のフットマン。2008年の議会開会式に向かうところ。

フットマン（英: footman）とは、イギリスの男性家事使用人（召使）をいう。従僕とも。

## 名称の由来
フットマンという名称は、貴族の馬車の横、または後を随行する役割を持っていたことに由来する。彼らは主人の馬車が溝や木の根によって転覆することがないよう、その横を伴走し、また、主人の目的地への到着の準備をするために、前を走ることもあった。このような役は「ランニング・フットマン（Running footman）」「ペデストリアン（pedestrian）」などと呼ばれ、ロンドンでの議会に出席するため、長距離を移動する地方の領主が雇用していた。給与は足の速い者ほど高給で、領主がフットマンの競争を賭けの対象とすることもあったことから、フットマン達はより報酬の良い領主に雇われるためトレーニングにいそしんだ。18世紀中頃から道路の整備と郵便網の発達により本来の仕事は少なくなり、公道やクリケット場などで競走や競歩の賭けレースを行うようになった。レースを観戦しやすいようにクリケット場での競歩が主流となったが、選手層が薄いため予想が立てやすいことから廃れていった。
貴族以外にも動員を解かれた将校が気に入った従兵（従卒）を私的使用人として継続して雇用するような場合に用いられるようになり、やがて主人やその賓客が着席して食事する場合に『立ったまま』給仕する家庭内使用人にも適用されるようになった。

## 召使としてのフットマン
男性の召使は女性の召使よりかなりコストが高く（使用人税を参照）、またフットマンを持つことはひとつの贅沢であったので、召使を雇う階級のステータスシンボルでもあった。フットマンの担う役割は、コックやメイドのようには（さらには執事ほどにも）不可欠なものでなく、最も大きなお屋敷にしかいなかった。フットマンは「使う」対象であるとともに「見せる」ための存在でもあり、背の高いフットマンは低い者より優遇され、外見の良さ、特に脚の形が良いことが重視された。それを強調するため、フットマンは膝丈の半ズボンにストッキングという伝統的な衣装を着用していた。フットマンは未婚であることが求められたため比較的若年の場合が多かったが、他のポスト（執事など）に昇進する可能性もあった。19世紀のフットマンの一人で自らの日記を出版したウィリアム・テーラーは、当時実際には結婚していたものの、それを雇い主には秘密にしておき、休日にだけ家族の元を訪れていた。
大きなお屋敷においては、各種の特定の仕事（そこに何か代々伝わるものがあるかもしれない）、例えば銀器の専門職などにそのためのフットマンを割り当てることがあるが、通常はフットマンは食事の給仕、ドアの開閉、重量物の運搬やメイドが裏側を掃除できるように家具を移動させるといった種類の仕事を担当した。また特に客を訪問するときなどに従者（ヴァレット）の役を兼ねることもあった。
最も高いランクのフットマンは「ファースト・フットマン」と言われ、執事が不在の際にはその代理の役目も果たした。
フットマンは大きなお屋敷で雇用された召使であり、召使や家来の大きな集団を維持できる雇い主が少なくなった今日では極めてまれな存在である。